# Jan Janowicz Radziwiłł
Jan Janowicz Radziwiłł herbu Trąby (ur. 1516, zm. 27 września 1551) – krajczy wielki litewski w 1544 roku, starosta tykociński.
Syn Jana Mikołajewicza Radziwiłła, marszałka wielkiego litewskiego, brat Mikołaja Radziwiłła zwanego Czarnym.

## Biografia
Był krajczym wielkim litewskim od 1544 roku. Swoją karierę rozpoczął u boku Zygmunta II Augusta wraz ze swoim bratem Mikołajem, ale w ciągu kilku lat przeszedł do opozycji politycznej wobec monarchy i stanął przeciw wpływowym Radziwiłłom, konfliktując się, nie tylko na płaszczyźnie politycznej, z niedawnymi sojusznikami, ale również majątkowej – dotyczącej podziału znacznego majątku odziedziczonego po rodzicach. Spór prowadził do coraz bardziej niekorzystnych dla obu braci prób ustalenia warunków, ostatecznie jednak rozwiązanie znalazło się w kuriozalnym i skrajnie niekorzystnym konsensusie, jakim był podział każdej możliwej włości i obiektu na pół. Bezprecedensowy spór między Mikołajem i Janem zakończyła niespodziewana bezpotomna śmierć Jana w 1551 roku.

## Życie prywatne
Jan III Radziwiłł był synem Jana I Mikołaja Radziwiłła i Anny Kiszki herbu Dąbrawa. Miał rodzonego brata Mikołaja i dwie przyrodnie siostry Annę i Zofię pochodzące z wcześniejszego małżeństwa ojca. Około roku 1547 wziął ślub z Elżbietą Herburt z Felsztyna herbu własnego.